# Михеева, Тамара Михайловна
Тама́ра Миха́йловна Михе́ева (род. 13 ноября 1938, Городец, Могилёвская область) — советский, белорусский биолог; доктор биологических наук,профессор, Заслуженный работник Белорусского государственного университета.

## Биография
Высшее образование получила на биологическом факультете Белорусского государственного университета (1955—1960). В 1962—1965 гг. училась в аспирантуре, научным руководителем был заслуженный деятель науки РСФСР Г. Г. Винберг. В 1965—1968 гг. работала ассистентом кафедры зоологии беспозвоночных. С 1967 года по настоящее время работает в НИЛ гидроэкологии. Ею обследованы в альгологическом отношении все крупнейшие реки Беларуси. В результате этих исследований Тамара Михайловна в 1969 году защитила кандидатскую диссертацию на тему «Озерный фитопланктон и его производительные возможности в водоемах разного рода», а в 1992 г. — докторскую по совокупности опубликованных работ в форме научного доклада на тему «Структура и функционирование фитопланктона при эвтрофировании вод». С 1967 г. — младший, старший, главный научный сотрудник — заведующий научно-исследовательской лаборатории гидроэкологии биологического факультета БГУ. В 2009 году присвоено учёное звание доцента.

## Вклад в науку
Т. М. Михеева выполнила фундаментальные исследования альгологического разнообразия наземных и водных экосистем республики: систематизация и каталогизация альгологического генофонда (около 3000 видов).
Она открыла более 500 новых для Республики Беларусь, бывшего Советского Союза и мировой науки видов водорослей, определила их экологическую значимость; впервые в СНГ включила более 23 редких видов в «Красную книгу Республики Беларусь» и 66 видов, представляющих особый научный и хозяйственный интерес.
Благодаря Т. М. Михеева обнаружены ранее неизвестные закономерности во взаимоотношениях фитопланктона с другими компонентами биоты и наиболее информативные показатели контроля качества воды; установлены признаки и закономерности ранних этапов эвтрофирования вод, что может быть использовано для прогнозирования сроков массового «цветения» водорослей в водоемах и водотоках.
Автор более 600 научных работ, в том числе нескольких монографий.
Т. М. Михеева является одним из авторов и научным консультантом 5-томного издания «Энцыклапедыя прыроды Беларусі» и 18-томного издания «Беларуская Энцыклапедыя», 2-го и 3-го издания «Чырвонай Кнігі Рэспублікі Беларусь». При непосредственном участии Тамары Михайловны выходит в свет с 1999 ежегодный выпуск «Бюлетэня экалагічнага стану азёр Нарач, Мястра, Баторына».
Т. М. Михеева является членом редколлегии журнала «Вестник БГУ», Ученого совета биологического факультета и Совета по защите кандидатских и докторских диссертаций в НАН Беларуси.
Тамара Михайловна награждена грамотами ректората БГУ, МВ и ССО БССР, Всесоюзного гидробиологического общества АН СССР и гидробиологического общества Беларуси, Знаком ударника коммунистического труда (1979) и медалью «Ветеран труда» (1987). В 2001 году за выдающиеся достижения избрана в состав Почетной научной коллегии советников независимого Американского биографического Института (The Research Board of Adviors).
Входит в состав научного комитета журнала «Baltic Coastal Zone. Journal of Ecology and Protection of the Coastline» (Pomeranian Academy, Słupsk, Institute of Biology and Environmental Protection, Poland).

## Признание
- Заслуженный работник Белорусского государственного университета (2011).
- профессор.
- Биографическим институтом США включена в 8-е издание книги «Кто есть кто» («International Who’s Who of Professional & Business Women».
- Член научной международной Коллегии Советнков (The Research Board of Advisors) ABI.
- Медаль «Ветеран труда» (1987).
- Знак ударника коммунистического труда (1979).
- Почётная грамота БГУ (2003, 2007).
- Установлена персональная надбавка Президента Республики Беларусь в 2007 г.[1]